# Chelanops
Chelanops es un género de arácnido del orden Pseudoscorpionida de la familia Chernetidae.

## Especies
Las especies de este género son:
- Chelanops affinis  Banks, 1894
- Chelanops altimanus (Ellingsen, 1910)
- Chelanops atlanticus Beier, 1955
- Chelanops coecus (Grevais, 1949)
- Chelanops corticis Ewing, 1911
- Chelanops fraternus (Beier, 1964)
- Chelanops insularis Beier, 1955
- Chelanops kuscheli Beier, 1955
- Chelanops michaelseni (Simon, 1902)
- Chelanops occultus Beier, 1964
- Chelanops patagonicus (Tullgren, 1900)
- Chelanops peruanus (Mahnert, 1984)
- Chelanops pugil Beier, 1964
- Chelanops skottsbergi (Beier, 1957)